# Gastronomía de Birmania

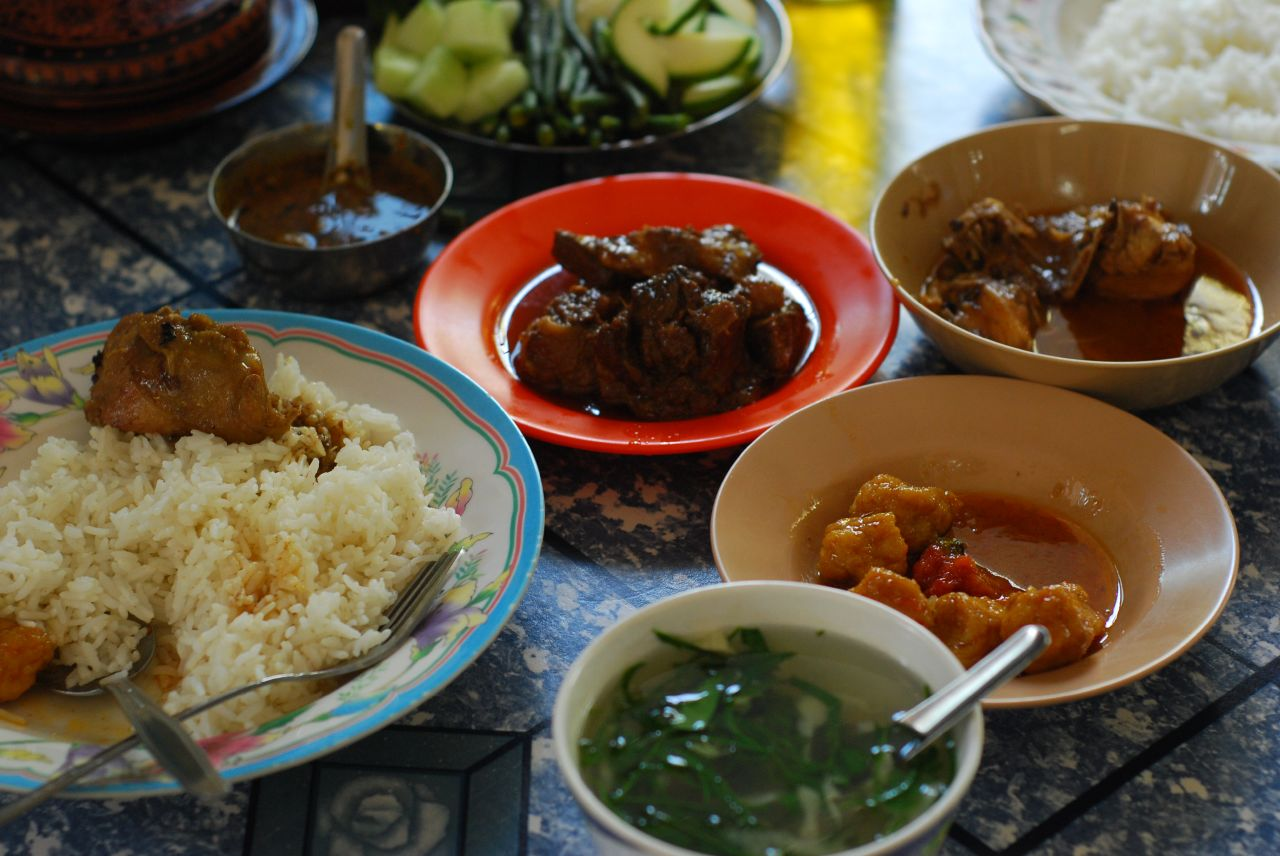
Curry tradicional birmano con sopa, arroz, verduras y salsa de pescado

La gastronomía de Birmania corresponde a las costumbres culinarias de los habitantes de Birmania (oficialmente Myanmar), muy influidas por las cocinas de China, India y Tailandia. Una de las características más importantes de esta cocina es el uso de pescados procedentes del Mar de Andamán. Las comunidades musulmanas y budistas no incluyen carne de cerdo, la comunidad vegetariana es relativamente abundante y esto influye en los contenidos de algunos platos.

## Ingredientes
Al igual que todas las cocinas del sudeste asiático, el arroz glutinoso es un ingrediente muy popular, se suele denominar kauk hnyin y es muy popular en una variedad de color púrpura denominada nga cheik considerada como un plato de desayuno. En el terreno de los cereales se tienen los fideos y el Paratha que es un pan plano muy típico de esta región, así como el nan-bya de influencias Indias. 

## Costumbres
La comida en Birmania se sirve en tablas bajas, que hacen la función de una mesa. Se suelen servir en cuencos, al mismo tiempo, todos los elementos de un almuerzo. Se sirven las sopas (hingyo) que si son ácidas se denominan chinyei.